# Точилин, Пётр Владимирович
Пётр Влади́мирович Точи́лин (род. 15 июня 1974, Кишинёв, Молдавская ССР, СССР) — советский и российский кинорежиссёр, сценарист, кинооператор, кинопродюсер.

## Биография
Пётр Точилин в 1989 году вместе с И. Левинским, С. Степанцом и А. Поляковым организовал группу производства независимых фильмов «Пуск».
Снимал немые короткометражки, которые были представлены на МКФ в Берлине, Оберхаузен, Дрезден, Котбус и т. д.
В 1996 г. окончил Московский государственный университет культуры и искусств по специальности «Режиссура кино и ТВ».
В 1999 г. снял полнометражный дебют «Употребить до:» , который получил специальный приз жюри в конкурсе дебютов ОРК «Кинотавр».
В 2006 году в широкий прокат вышел фильм «Хоттабыч».
С 2008 по 2009 гг. работал над сериалом «Универ».

## Фильмография

### Кинорежиссёр
1. 1988 — Кровавый день (СССР) совм. с И. Левинским
2. 1988 — Охота на оборотней (СССР) совм. с И. Левинским
3. 1988 — Фильм ужасов (СССР)
4. 1989 — Пра бандитаф (СССР) совм. с И. Левинским
5. 1989 — А то как же (СССР) совм. с И. Левинским
6. 1990 — Вред (СССР) совм. с И. Левинским
7. 1991 — Sex up (СССР) совм. с И. Левинским
8. 1992 — Лицо выражением тыльным (Россия) совм. с И. Левинским
9. 1993 — По следам таинственных инженеров (Россия) совм. с И. Левинским
10. 1993 — Самолёт (Россия) совм. с И. Левинским
11. 1993 — Трудный участок (Россия)
12. 1994 — В плену у инвалидов (Россия) совм. с И. Левинским
13. 1994 — Кокон (Россия) совм. с В. Возняк
14. 1994 — Плохая таблетка (Россия) совм. с И. Левинским
15. 1995 — Виртуальная реальность. Миф или реальность? (Россия) совм. с В. Возняк
16. 1999 — Употребить до: (Россия)
17. 2006 — Хоттабыч (Россия)
18. 2009 — Рокеры
19. 2011 — Герои продаж
20. 2013 — Дублёр (Россия)
21. 2015 — Обратная сторона луны

### Режиссёрская работа на ТВ
1. 1996-1999 — Программы цикла «Линия кино» (ОРТ)
2. 2008-2009 — Сериал «Универ» (ТНТ)

### Сценарист
1. 1994 — В плену у инвалидов (Россия) совм. с И. Левинским
2. 1999 — Употребить до: (Россия) при участии В. Возняк
3. 2006 — Хоттабыч (Россия) при участии В. Возняк
4. 2011-2012 — Универ. Новая общага(Россия)
5. 2015 — Обратная сторона луны
6. 2020 — МиниМакс (Россия) при участии П. Точилин
7. 2021 — Бывшая (Россия)

### Оператор
1. 1994 — В плену у инвалидов (Россия) совм. с И. Левинским

### Продюсер
1. 1994 — В плену у инвалидов (Россия) совм. с И. Левинским

### Телевидение
1. 2008 — Comedy Club — гость, играет самого себя

## Призы и награды
1. 1995 — МКФ в Берлине — Участие в Программе «Panorama» (В плену у инвалидов).
2. 1999 — ОРКФ «Кинотавр» в Сочи — Специальный приз жюри конкурса дебютов (Употребить до:).
3. 1999 — Номинация на национальную премию кинокритики и кинопрессы «Золотой Овен» (Употребить до:).
4. 2006 — Специальный приз за режиссуру на Международном кинофестиваль в Смоленске (Хоттабыч).
5. 2006 — Приз зрительских симпатий на Открытом московском кинофестиваль «Отражение» (Хоттабыч).